# Nowogard
Nowogard (udtale: [nɔˈvɔɡart]; kashubisk: Nowògard; tysk: Naugard)   er en by i den nordvestlige del af voivodskabet Vestpommern i  den nordvestlige del af Polen. Byen  har 16.102(2021) indbyggere og et areal på 12,46  km², og er en del af  powiatet Goleniów. Den ligger 60 kilometer  nordøst for Stettin og 55 kilometer syd for den østersøkysten.

## Historie
På et tidspunkt i det 10. århundrede invaderede polske styrker Pommern så langt som til Naugard, før de blev smidt ud. Byens oprindelse går tilbage til en befæstet slavisk bosættelse, som var sæde for den lokale kastellan. Bosættelsen blev første gang nævnt i 1268 som "Nogart", da  Barnim 1. hertug af Pommern, tildelte den som en len til Cammins biskopråd. Biskopperne rejste et slot i byen. I 1274 blev byen og dens omkringliggende område administreret af Otto von Eberstein, den forblev i "von Eberstein"-familiens besiddelse indtil 1663.
I 1309 vedtog byen tysk kommunelov. I første halvdel af 1300-tallet blev der opført nye fæstningsværker med en aflang markedsplads i centrum af byen. Det var her rådhuset og Mariakirken blev opført. I 1663, efter den sidste Ebersteins død, blev Naugard ejet  af Ernst Bogislaw von Croÿ og i 1684 blev den  ejendom under Markgrevskabet Brandenburg.  i 1807, under Napoleonskrigene, blev byen erobret af allierede polsk-fransk-italienske styrker. I det 18. århundrede blev byen en del af Kongeriget Preussen, og fra 1871 var det også en del af Tyskland. Under Anden Verdenskrig blev mange tvangsarbejdere af forskellige nationaliteter bragt til byen af tyskerne, og der var også et nazisttysk ungdomsfængsel i byen..
Under hele den sovjetiske østpommerske offensiv under 2. verdenskrig blev op til 60 procent af byen ødelagt.